# Danni Roche
Danielle „Danni“ Roche OAM (* 25. Mai 1970 in Melbourne) ist eine ehemalige australische Hockeyspielerin, die mit der Australischen Hockeynationalmannschaft 1996 Olympiasiegerin war.

## Sportliche Karriere
Bei den Olympischen Spielen 1996 in Atlanta traten acht Mannschaften in der Vorrunde gegeneinander an. Die Australierinnen siegten sechsmal und spielten 3:3 gegen die Südkoreanerinnen. Diese beiden Mannschaft trafen dann im Spiel um die Goldmedaille erneut aufeinander und die Australierinnen siegten mit 3:1. Danni Roche wirkte in allen acht Spielen mit und erzielte insgesamt drei Tore.

## Familie
Danni Roche ist die Tochter des Leichtathleten Ken Roche.